# Imad Hadar
Imad Hadar né le 7 janvier 1998 à Rotterdam aux Pays-Bas est un kick-boxeur néerlando-marocain de poids mi-lourds. Il est le plus jeune kickboxeur de l'histoire à avoir signé chez Glory.

## Biographie

### Débuts
Natif de Rotterdam, ses parents sont originaires de Casablanca. Il débute le kick-boxing à l'âge de onze ans. Il commence sa carrière amateur avec quatre premières défaites. Lorsqu'il a seize ans, Imad Hadar enchaîne les combats victorieux en classe C et classe B avant de faire ses débuts professionnels. Imad Hadar choisit de représenter le Maroc.

### Carrière professionnelle
Ayant signé son premier contrat à l'âge de 19 ans, il devient le plus jeune kick-boxeur au monde chez Glory. À l'occasion de son deuxième combat chez Glory, il se casse le bras et s'absente pendant six mois. Voulant faire un retour chez Glory, ce dernier lui conseille de reprendre en commençant par une compétition inférieure et en cas de victoire, Imad Hadar serait le bienvenu[réf. nécessaire]. Depuis 2018, il s'entraîne au Hemmers Gym à Bréda aux côtés de Jamal Ben Saddik.
Le 4 mars 2021, il est gracié par le Roi Mohammed VI pour ses prouesses sportives sous le drapeau marocain.

## Divers
En 2017, le rappeur Minitrapper écrit Imad Hadar comme musique d'entrée au ring.
En 2019, le rappeur 3robi lui écrit une musique intitulée Imad Hadar[réf. nécessaire].
En 2021, il apparaît dans le clip de 3robi dans le morceau 3andak Dough[source insuffisante].

## Vie privée
Natif de Rotterdam, ses parents sont originaires de Casablanca au Maroc. Il est le cousin du rappeur néerlandais 3robi[réf. nécessaire] mais également du tueur à gages néerlandais Rida Bennajem[réf. nécessaire]. Il est de confession musulmane[réf. nécessaire].

## Palmarès
- 2019 : AFC Light Heavyweight World Champion